# Cymbospondylus
Cymbospondylus var ett släkte ichtyosaurier som levde under mitten av trias. Fossil av släktet har först påträffats i Nevada (USA). Senare även i Italien, Norge, Schweiz och Tyskland.
Cymbospondylus kunde bli upp till tio meter lång. Benen var korta och var mer lika fiskfenor än paddlar. Cymbospondylus hade en lång näbblik käke med vassa tänder avpassade för att fånga fisk.